# ناس بشیر
ناس بشیر (انگلیسی: Nas Bashir؛ زادهٔ ۱۲ سپتامبر ۱۹۶۹) بازیکن فوتبال اهل بریتانیا است.
از باشگاه‌هایی که در آن بازی کرده‌است می‌توان به باشگاه فوتبال آیلزبری یونایتد، باشگاه فوتبال سلو تاون، و باشگاه فوتبال ردینگ اشاره کرد.